# 亚拉里克法律要略
亚拉里克法律要略（Breviarium Alaricianum 或 Lex Romana Visigothorum）是一部罗马法的要略，由西哥特国王亚拉里克二世下令，在贵族和主教的建议下编纂而成，于亚拉里克二世即位的第22年，即公元506年2月2日公布实施。该法律的实施对象不包括哥特贵族，而只包括哥特人统治下的罗马人。